# Silene adenophora
Silene adenophora är en nejlikväxtart som först beskrevs av Boris Konstantinovich Schischkin, och fick sitt nu gällande namn av S.K. Czerepanov. Silene adenophora ingår i släktet glimmar, och familjen nejlikväxter. Inga underarter finns listade i Catalogue of Life.